# Hyeonjong av Joseon
Hyeonjong av Korea, född 1641, död 1674, var en koreansk monark. Han var kung av Korea 1659–1674.
Han var son till kung Hyojong och Inseon.

## Familj
Hyeonjong av Joseon var gift med Myeongseong (1642–1684). 
Barn
1. Sukjong